# قرار مجلس الأمن التابع للأمم المتحدة رقم 1879
قرار مجلس الأمن التابع للأمم المتحدة رقم 1879 المتخذ بالإجماع في 23 يوليو 2009.

## القرار
مدد مجلس الأمن حتى يناير 2010 ولاية بعثة الأمم المتحدة في نيبال، مشيرًا إلى تقييم الأمين العام بان كي مون بأن العملية ستكون في وضع جيد للمساعدة في إدارة الأسلحة والأفراد المسلحين بما يتماشى مع اتفاقية 25 يونيو 2008 بين الأحزاب السياسية في الدولة الواقعة في جنوب آسيا.
وباعتماد القرار 1879 (2009) بالإجماع، تماشيا مع طلب من حكومة نيبال وتوصيات الأمين العام، جدد المجلس الولاية حتى 23 كانون الثاني / يناير. ورحب المجلس بالتقدم المحرز حتى الآن، ودعا جميع الأحزاب السياسية في نيبال إلى التعجيل بعملية السلام والعمل معا بروح «التعاون والتوافق من أجل مواصلة الانتقال إلى حل دائم طويل الأجل لتمكين البلد للانتقال إلى مستقبل سلمي وديمقراطي وأكثر ازدهارًا».
طلب المجلس من الأمين العام أن يقدم، بحلول 30 تشرين الأول / أكتوبر 2009، تقريرا عن تنفيذ هذا القرار والتقدم المحرز في تهيئة الظروف المؤاتية لإنجاز أنشطة البعثة بحلول نهاية الولاية الحالية، بما في ذلك تنفيذ الالتزامات التي تعهدت بها حكومة نيبال في رسالة مؤرخة 7 تموز / يوليو 2009.
علاوة على ذلك، دعا المجلس الحكومة إلى مواصلة اتخاذ القرارات اللازمة لتهيئة الظروف المؤاتية لإنجاز أنشطة البعثة بحلول نهاية الولاية الحالية، بما في ذلك من خلال تنفيذ اتفاق 25 حزيران / يونيو 2008، من أجل تسهيل انسحاب البعثة.
وإذ يساوره القلق إزاء التطورات الأخيرة في البلاد، شجع المجلس «الجهود المتجددة والمتواصلة لخلق نهج موحد» بين الأحزاب السياسية في نيبال، بما في ذلك من خلال الآلية الاستشارية رفيعة المستوى المقترحة كمنتدى لمناقشة قضايا عملية السلام الحاسمة. ودعا أيضا الحكومة وجميع الأحزاب السياسية إلى العمل معا لضمان إعادة تشكيل اللجنة الخاصة في وقت مبكر وفعالية عملها للإشراف على أفراد الجيش الماوي وإدماجهم وإعادة تأهيلهم، بالاعتماد على دعم اللجنة التقنية المنشأة في 27 آذار / مارس 2009 لوضع مبادئ توجيهية لإخضاع هؤلاء الأفراد لإشراف اللجنة الخاصة.